# Arthur Wigram Money
Arthur Wigram Money (ur. 23 października 1866, zm. 25 października 1951) – brytyjski major-generał (Major General), który większość swojej kariery zawodowej prowadził w Indiach Brytyjskich.

## Kariera wojskowa
Arthur w 1885 wstąpił do British Army, rozpoczynając służbę w królewskiej artylerii. W 1890 wziął udział w wyprawie wzdłuż rzeki Żhob w zachodnich Indiach Brytyjskich. W jej rezultacie Brytyjczycy przejęli kontrolę nad tym mało znanym obszarem, zakładając w mieście Żhob garnizon wojskowy. W 1892 uczestniczył w ekspedycji Isazai w Indiach. W 1895 został żołnierzem British Indian Army. W latach 1897–1898 uczestniczył w walkach na północno-zachodniej granicy Indii (były one toczone w Afganistanie i z przygranicznymi rebeliantami). W latach 1898–1900 był tłumaczem języka perskiego przy głównym dowódcy Indii Wschodnich.
Gdy wybuchła II wojna burska, Money został przeniesiony do Kolonii Przylądkowej w południowej Afryce. W latach 1900–1902 służył jako asystent adiutanta ds. transportu. Następnie powrócił do Indii i w latach 1904–1905 pełnił obowiązki asystenta sekretarza wojskowego i adiutanta generała. W latach 1905–1909 był asystentem adiutanta generalnego Indii. W 1908 wziął udział w ekspedycji przeciwko klanom Zakka Khel i Mohmand na granicy indyjsko-afgańskiej. Następnie otrzymał awans do sztabu głównego w Indiach (1910–1912) i w 1912 otrzymał nominację na generała brygady.
Po wybuchu I wojny światowej otrzymał w 1915 przeniesienie do Egiptu, gdzie objął dowództwo nad Egipskim Korpusem Ekspedycyjnym. W latach 1915–1918 dowodził brytyjskimi wojskami w obszarze Mezopotamii. Po zakończeniu wojny, w latach 1918–1919 był wojskowym administratorem Brytyjskiej Administracji w Palestynie. W 1920 odszedł z armii na emeryturę.